# Покровский монастырь (Суздаль)
Покро́вский монасты́рь — женский монастырь Владимирской епархии Русской православной церкви, расположенный на правом берегу реки Каменки в северной части Суздаля.
Основан в 1364 году при князе Дмитрии Константиновиче, но нынешний вид ансамбля сложился лишь в XVI веке, когда монастырь превратился в место заточения постриженных в монахини представительниц аристократических фамилий. В XVI—XVII столетиях монастырь был одним из крупнейших на Руси.

## История

### Основание монастыря
Согласно житию преподобного Евфимия Суздальского, суздальский Покровский девичий монастырь был основан суздальско-нижегородским князем Андреем Константиновичем в 1363—1364 годы. Однако в монастырском архиве XVI — начала XVII веков никаких документов XIV—XV века не сохранилось. Не сохранилось сведений о Покровском монастыре и в нарративных источниках этого времени. Обитель не упоминается в духовных грамотах князей Московского дома XIV—XV веков. Вероятно, в это время значение обители не выходило за пределы Суздальской земли.

### Монастырь в царские времена
Наибольший подъём монастыря связан с именем Василия III, который в начале XVI века пожертвовал монастырю большие средства, использованные для строительства дошедших до нас Покровского собора и Святых врат, и, по-видимому, не сохранившихся келий и ограды. Одной из первых узниц монастыря стала обвинённая в бесплодии жена Василия III Соломония Сабурова, постриженная в монахини в 1525 году под именем старицы Софии.
Впоследствии возникла легенда, что Соломония во время пострижения была уже беременна и в Покровском монастыре родила царевича Георгия. Якобы мальчик тайно воспитывался где-то в лесу, а когда вырос, стал знаменитым разбойником Кудеяром. В 1934 году при реконструкции монастыря реставратором А. Д. Варгановым была вскрыта гробница предполагаемого сына Соломонии, в которой, он, по его словам, обнаружил лишь детскую рубашку. Однако историк Дмитрий Володихин приводит сведения, что протокола вскрытия гробницы А. Д. Варгановым в 1934 году не существует, а протокол о раскопках, проводимых в монастыре в 1996 году, утверждает, что «погребения на этом месте не могло быть по причине физического отсутствия места для него, ибо фундамент представляет единый монолит».
Имена других знатных обитательниц монастыря сохранились в усыпальнице монастыря, расположенной под зданием Покровского собора. Это дочь Ивана III Александра, жена Ивана IV Анна Васильчикова, первая жена Владимира Старицкого Евдокия Нагая, Евпраксия Пожарская, царевна Анастасия. Здесь же была заключена вдова Василия Шуйского царица Мария Буйносова-Ростовская (переехала в Новодевичий монастырь).
В 1551 году после смерти годовалой дочери Ивана Грозного была заново отстроена Зачатьевская трапезная церковь, заменившая деревянное строение XIV века. Апсида была пристроена к ней в XVII веке, тогда же появилась поварня и было продолжено строительство ограды, начатое в XVI веке.

### Разорение монастыря советской властью
В 1923 году монастырь был закрыт и разорён.

### Программа создания и испытания советского бактериологического оружия
Начиная с 1933 года в монастыре была расположена военная биологическая лаборатория (БОН ОО ОГПУ, Бюро особого назначения Особого отдела ОГПУ) — шарашка, в которой работали заключённые специалисты, занимавшиеся разработкой биологического оружия. В 1934 году лаборатория была передана биохимическому институту РККА. Попутно с шарашкой, в монастыре была тюрьма для подопытных заключённых. Советское бактериологическое оружие испытывалось на заключённых, как на подопытных животных. Побочным продуктом испытаний на заключённых штаммов бактериологического оружия, стало создание в 1935 году находившимися в заключении Николаем Гайским и Борисом Эльбертом жидкой вакцины против туляремии. Лаборатория находилась в монастыре до 1936 года. Эти эксперименты были строго засекречены, об этом стало известно только в период гласности, а официально российские власти признали это только в ноябре 1992 года.

### Реставрация
В 1950—1960-е годы монастырские постройки были реставрированы, в них открылись музейные экспозиции. В 1980-е годы здесь разместился туристско-гостиничный комплекс с рестораном и баром. В соборе был концертный зал. Гостиница «Покровская» существует по сегодняшнее время.

### Возобновление монастырской общины
С 1992 года в древней обители возродилась монашеская жизнь. В настоящее время монастырь действующий. Ему принадлежат собор, здание богадельни, хозяйственные постройки. Избы-кельи построены заново в 1970-х годах на месте обветшавших старых домов. 22 апреля 2020 года в безвозмездное пользование Владимирской епархии передана приказная изба — последнее до того времени не переданное здание на территории монастыря.

## Архитектурный ансамбль Покровского монастыря
Центральным памятником ансамбля является трёхглавый Покровский собор (1510—1518 гг.), построенный на месте более древнего деревянного храма неизвестными мастерами. Собор представляет собой массивное четырёхстолпное сооружение, стоящее на высоком цоколе и окружённое с трёх сторон двухэтажной открытой галереей, на которую ведут две крытых лестницы. С обращённой к реке стороны к зданию примыкает трёхапсидная алтарная часть, прорезанная высокими окнами в глубоких нишах. Апсиды разделены гладкими колоннами и украшены резным карнизом с мелким рисунком, который повторяется и в декоре световых барабанов, увенчанных шлемовидными главками. Стены собора, декорированные аркатурно-колончатым поясом и перспективными порталами с дыньками, разделены лопатками на три части и завершаются килевидными закомарами.
Внутри белые стены собора не имели росписи, а его пол был вымощен чёрной керамической плиткой. Главным украшением интерьера служили великолепные иконы и произведения художественного шитья, часть из которых в настоящее время можно увидеть в музее. Под зданием Покровского собора находится усыпальница, где погребены инокини и старицы монастыря: ссыльные царицы, великие княгини, знатные женщины аристократических родов Руси.
За долгие годы своего существования собор неоднократно перестраивался, его первоначальный вид был воссоздан в ходе реставрации 1962 года.
С северо-запада от собора расположена шатровая колокольня. Нижняя её часть — столпообразная церковь Происхождения честных древ креста — построена в 1515 году. Она имела форму восьмерика и была увенчана главкой. В конце XVII века церковь была надстроена арочным ярусом, сочетавшимся со стоящим рядом собором, и высоким острым шатром, украшенным тремя рядами слуховых окон с обрамлением. Связывающая собор и колокольню крытая галерея отличается изысканным декором: два арочных проёма отделаны рустом, а ряд окошек в обрамлении изящных наличников разделён рустованными пилястрами.
Ещё одним древним памятником монастыря являются Святые ворота с Благовещенской надвратной церковью постройки 1515 года. Эти ворота уникальны по своей функции: они служили одновременно мощной крепостной башней и церковью. Трёхглавая церковь располагается в верхней части массивного четверика, прорезанного двумя арочными проёмами, и композицией напоминает Покровский собор. Два маленьких придела по углам церкви увенчаны световыми барабанами со шлемовидными куполами, а массивный центральный барабан с узкими окнами опирается на два яруса килевидных закомар. Фасады башни-четверика богато украшены затейливым декором, напоминающим резьбу по дереву. Как и Покровский собор, Надвратная церковь неоднократно перестраивалась. Реставрация 1958 года, выполненная по проекту А. Д. Варганова, вернула памятнику первоначальный вид.
С северной стороны от Покровского собора располагается Трапезная палата с Зачатьевской церковью (1551 год), характерная скорее для польской, чем для русской архитектуры. К двухэтажному зданию трапезной палаты примыкает маленькая Зачатьевская церковь, обозначенная снаружи лишь небольшой главкой. Мощные своды расположенного на втором этаже трапезного зала поддерживает стоящий в центре столб. Нижний этаж был предназначен для вспомогательных хозяйственных помещений. В качестве почти единственного украшения здания использован необычный орнамент из красного кирпича в виде ромбов, огибающий строение по всему периметру. С западной стороны пристроена шестигранная часовая звонница, шатёр которой опирается на арочный ярус и украшен одним рядом слуховых окон. Вокруг Трапезной церкви когда-то находился ряд подсобных помещений. Одно из них — использовавшаяся для приготовления пищи одноэтажная поварня конца XVII века — было восстановлено и являет редкий образец монастырской архитектуры.
В юго-западной части монастыря сохранился ещё один памятник русской гражданской архитектуры — Приказная изба с воссозданным в 1970 году интерьером начала XVIII века. В подземелье здания находится каменный мешок, где содержались узницы монастыря.
Первая каменная ограда появилась ещё в XVI веке, но позднее была перестроена, а в XX веке отреставрирована А. Д. Варгановым. Наиболее старая часть ограды с лишёнными декора шатровыми башнями XVII века находится в северной части монастыря и образует небольшой замкнутый дворик. Восьмигранные башни XVIII века с полусферическими куполами значительно живописнее и, возможно, первоначально также имели шатровое завершение.
Список основных построек:
- Покровский собор (1510—1518 гг.)
- Шатровая колокольня (XVI—XVII вв.)
- Святые ворота и надвратная Благовещенская церковь (1518 гг.)
- Трапезная палата с Зачатьевской церковью (1551 г.)
- Поварня (XVII век)
- Приказная изба (начало XVIII века)
- Каменная ограда с башнями XVII—XVIII века

## Насельницы
- Святая София Суздальская, бывшая супруга Василия III, отца Ивана Грозного. Соломонию почитали как святую уже при сыне Ивана Грозного царе Фёдоре Иоанновиче[7]

### Узницы монастыря
Члены княжеских и царских семей (погребения):
- Инокиня Александра (ум. 1525) — московская княжна, дочь Ивана III от 1-го брака. Возможно, была сослана после поражения своего единоутробного брата Ивана Молодого в интригах со второй женой отца Софьей Палеолог. Погребена в усыпальнице под собором.
- Инокиня Александра (княгиня Мария Волоцкая) — вдова последнего волоколамского князя Фёдора Борисовича, сына князя Бориса Васильевича (брата Ивана III). Московский князь конфисковал унаследованный ею от мужа удел и заточил наследницу. Погребена в усыпальнице под собором.
- Княгиня Евфимия Щемятичева и её дочери Евфросинья и Марфа — жена и дети князя Новгород-Северского Василия Ивановича Шемячича (внука Дмитрия Шемяки), скончавшегося в заточении в Москве. Погребены в усыпальнице под собором.
- Инокиня Софья (великая княгиня московская Соломония Сабурова) — жена Василия III, сосланная в монастырь за бездетность ради заключения второго брака с Еленой Глинской. Святая, мощи с конца XX века покоятся в соборе.
- Инокиня Александра (Анна Васильевна Бельская) — двоюродная сестра Василия III, рязанская княжна, дочь рязанской княгини, московской княжны Анны Васильевны и Василия Ивановича. Вдова литовского князя Фёдора Бельского. Причины ссылки не ясны, возможно, была замешана в событиях 1508—1510 гг., развернувшихся вокруг Дмитрия Внука, её племянника. Погребена в западной стороне около собора, после пристройки крыльца погребение оказалось под крылечной лестницей.
- Инокиня Евпраксия (Евдокия Александровна Старицкая-Нагая), первая жена князя Владимира Старицкого, двоюродного брата царя Ивана IV. Оказалась в монастыре после 4 лет брака и рождения 2 детей, после чего её муж быстро женился вновь.
  - Ирина Михайловна Нагая, её племянница, дочь князя Михаила Александровича Нагого. Могилы их находятся в усыпальнице под соборным зданием.
- Инокиня Александра (царевна Евдокия Сабурова) — первая жена царевича Ивана Ивановича, сына Ивана IV. Сослана в монастырь, вероятно, за бесплодие. Могила находится в усыпальнице Покровского собора.
- Царица Анна Васильчикова — очередная жена Ивана Грозного, отставленная через год после свадьбы. Как царица, погребена в усыпальнице под Покровским собором в Суздале.
- Царевна Анастасия Васильевна (1610) — дочь Василия Шуйского. Младенец, умерший во время пребывания своей сосланной матери в монастыре.

(погребены в другом месте):
- Инокиня Параскева (царевна Феодосия Соловая) — вторая жена царевича Ивана Ивановича, сосланная за неплодность (погребена в Вознесенском монастыре, Москва)
- Инокиня Елена (царица Мария Буйносова-Ростовская) — жена Василия Шуйского (была погребена в Суздале, но позже перезахоронена в Вознесенском монастыре, Москва)
- Инокиня Ольга (царевна Ксения Годунова) — дочь Бориса Годунова (погребена в Троице-Сергиевой Лавре). По некоторым указаниям, содержалась в этом монастыре в числе прочих
- Инокиня Елена (царица Евдокия Лопухина) — жена Петра I (погребена в Новодевичьем монастыре, Москва)

Прочие:
- Жена воеводы Алексея Даниловича Басманова. Имя её ни в одних списках умерших и ссыльных женщин в Покровском монастыре не значатся. Место погребения было найдено случайно при раскопках около западной стены собора. Имя её не сохранилось на надгробии, а возможно, и совсем было не упомянуто. Возможно, её сослали в Суздаль в год казни мужа, то есть в 1569—1570 годах. Умерла она, судя по надписи, 14 сентября 1597 года.
- Инокиня Александра княжна Черкасская. При раскопках в западной части собора рядом с северной стеной крыльца была найдена надгробная плита с хорошо сохранившейся надписью: «Лета 7094 (1586) мая в 5 день на память святыя мученицы Ирины представися раба божия инока княжна Александра Черкаська». Таким образом, Александра Черкасская умерла в 1586 году 5 мая. Кто скрывается под этим именем, неизвестно. Можно предположить, что она происходила из рода Темрюка и сослана была в период репрессий Ивана Грозного над родом князей Черкасских в 1572 году.
- Шуйские:
  - Марфа Скопина-Шуйская, жена князя Фёдора Ивановича Скопина-Шуйского, отправленного в ссылку и умершего в 1557 году. Могила её находится под лестницей западного крыльца Покровского собора.
  - Княгиня Александра Горбатова-Кислая и её дочери Елена и Евфимия — жена и дети Андрея Михайловича Горбатого-Шуйского-Кислого. Её время ссылки неизвестно, муж был казнён 1 февраля 1565 года. Александра была сослана вскоре после этого с двумя малолетними дочерьми — Еленой и Евфимией, которые умерли в монастыре (первая 12 февраля 1576 года, а вторая 14 августа 1579 года). Вероятно, вместе с ними была сослана и их родственница Анисия Кислых. Инокиня Александра скончалась в марте 1593 года и похоронена вместе с дочерьми на западной стороне около собора. После пристройки крыльца их могилы оказались в подлестничном помещении западного крыльца.
  - Княгиня Варсонофия — жена Василия Борисовича Горбатого-Шуйского. Происходила из рода Яковлевых-Захарьиных — дочь Василия Петровича Яковлева, казнённого в 1571 году. Вероятно, тогда же была сослана.
  - Княгиня Екатерина Григорьевна Шуйская — жена Дмитрия Ивановича Шуйского (царского брата), дочь Малюты Скуратова. Умерла в польском плену с другими Шуйскими, её останки были выданы и погребены в монастыре.
  - Княгиня Марфа Васильевна Шуйская — жена Ивана Ивановича Шуйского Пуговки, другого царского брата. Сестра царицы Марии Долгорукой — первой жены Михаила. Похоронена около собора.
- Княгиня Марфа Ивановна Татева, урождённая княжна Голицина. Обладала буйным характером и была сослана «на смирение», за участие в заговоре о разводе Ирины Годуновой с царём Фёдором в 1587 году. В Покровском монастыре ей были созданы привилегированные условия. Она была окружена многочисленными прислужниками, дьяками, правящими её владениями и хозяйством. Год её смерти и место погребения не установлены.
  - Инокиня Александра (княгиня Анна Фёдоровна Ногтева) — вдова князя Даниила Андреевича Ногтева, дочь Марфы Татеевой. Добровольно постриглась после смерти мужа в 1600 году.
- Княжна Марфа Вяземская. Дочь И. И. Вяземского. Причина ссылки не известна, возможно, после казни её отца в 1570 году по делу обвинения Вяземских в «изменном деле». Была сослана под «строгий начал» проживавшей в то время в монастыре её тётки Тарсилы Товарищевой (дочери Ивана Ивановича Вяземского «старого»). В 1610 году, после занятия казаками Просовецкого города, смерти тётки и свержения Шуйского, княжна бежала из монастыря. Была задержана в апреле 1614 года в Нижнем Новгороде скачущей верхом на коне в мужской одежде. Донес на неё нижегородский воевода Владимир Иванович Бахтеяров-Ростовский. Она была поймана и отправлена обратно в Суздальский монастырь. Дальнейшая судьба неизвестна.
- Инокиня Леонида (княгиня Дарья Хованская). Жена князя Никиты Андреевича Хованского (женившегося после неё 2-й раз), сестра Дмитрия Пожарского. Её беспокойный нрав доставлял много неприятностей в монастыре. Дарья Пожарская-Хованская была пострижена 21 августа 1645 года и скончалась в сентябре 1646 года. Тело её перенесено в Спасо-Евфимиев монастырь (родовую усыпальницу Пожарских в восточной части Преображенского собора).
- Ядвига Даниловна Ченстоховская[9] — польская шпионка.

## Святыни
- мощи преподобной Софии Суздальской.
- иконы великомученика и целителя Пантелеимона, святого благоверного князя Петра и княгини Февронии, святителя Луки Крымского, святителя Николая Чудотворца, святой блаженной Матроны Московской с частицами их святых мощей[10].